# Oktiabrski (Adiguèsia)
Oktiabrski - Октябрьский (rus) - és un khútor de la República d'Adiguèsia, a Rússia. És a 15 km al nord-est de Tulski i a 11 km a l'est de Maikop. Pertany al khútor de Sévero-Vostótxnie Sadi.